# Таємниця Боскомбської долини
«Таємни́ця Боско́мбської доли́ни» — твір із серії «Пригоди Шерлока Холмса» Артура Конан-Дойла. Вперше опубліковано Strand Magazine в 1891 році.

## Сюжет
У Боскомбській долині убитий літній орендар Чарльз Маккарті. Перед загибеллю він посварився з сином Джеймсом, на якого і падає підозра. Джеймс заявляє, що зустрів батька в лісі випадково, той подав вигук «Коу» (так вітали один одного австралійці), а побачивши сина здивувався і, після суперечки про наречену, прогнав його. Джеймс пішов, але почувши передсмертний крик батька прибіг назад, батько встиг сказати тільки «Rat» (укр. щур). Джеймсу загрожує шибениця, Шерлок Холмс виходить на справжнього винуватця — великого землевласника Джона Тернера, який в юності промишляв розбоєм в австралійській провінції Балларат (англ. Ballarat). Його зграя пограбувала поштову карету, Джон пощадив життя кучера Маккарті і виїхав до Англії. Незабаром Маккарті розшукав Тернера на його новому місці і буквально сів йому на шию. А дізнавшись про смертельну хворобу Тернера, він захотів щоб донька Тернера вийшла заміж за його сина. У лісі він повинен був зустрітися з Тернером і покликав його австралійським кличем «Коу» (який Джеймс брав за сімейний). Тернер, покурюючи в стороні не витримав того, як обидва Маккарті сперечаються про його доньку і після відходу сина вбив батька. На суді Холмсу вдалося виправдати Джеймса, не згадавши про Джона Тернера.

## Галерея
Ілюстрації намалював Сідні Педжіт — британський портретист та ілюстратор, який створював зображення до оповідань про Шерлока Холмса, які друкувалися в «Strand Magazine».

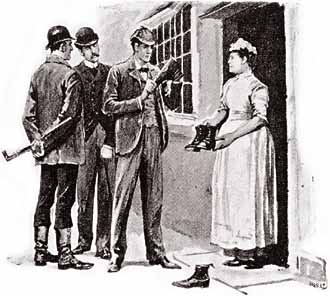
Шерлок Холмс розглядає черевики
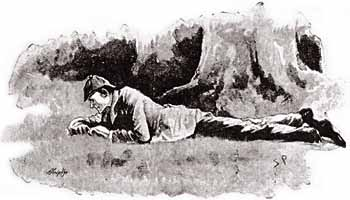
Холмс розглядає сліди на місці вбивства